# Mechanicsburg (Illinois)
Mechanicsburg – wieś w Stanach Zjednoczonych, w stanie Illinois, w hrabstwie Sangamon.